# Aspila flavescens
Aspila flavescens là một loài bướm đêm trong họ Noctuidae.